# 174 до н. е.

## Події
- Децим Коссуцій розпочав роботу над добудовою храму Зевса Олімпійського в Афінах

## Померли
- Публій Елій Пет, давньоримський консул 201 року до н. е.